# Monte Leone Hütte
De Monte Leone Hütte (sic, Frans/Italiaans: cabane Monte Leone, ook wel Chaltwasserpass Hütte genoemd) is een berghut van de Zwitserse Alpenclub, gelegen in het Simplongebied in de Lepontijnse Alpen. De hut ligt op 2848 m hoogte en vrijwel op de grens tussen Zwitserland en Italië (naast de hut staat een grenspaal).
De Monte Leone Hütte ligt vlak boven de Chaltwasserpass (2748 m), tussen de toppen van de Wasenhorn (3246 m) en de Monte Leone (3552 m, waarnaar de hut genoemd is). Onder de top van de laatste ligt een kleine gletsjer (de Chaltwassergletscher), die vanuit de hut te zien is. Onder de hut ligt een klein meertje.
De Monte Leone Hütte is te bereiken vanaf de Simplonpas (2008 m), vanwaar het twee tot drie uur omhoog lopen is; vanaf het zuiden vanaf de Mäderhütte of Bortelhütte over de Mäderlicke (2887 m) is het een langere klim. Vanuit Italië zijn de hut en de Chaltwasserpass te bereiken vanaf Alpe Veglia. Het bovenste deel van deze klim wordt vooral in de zomer en herfst vanwege het ontdooien van instabiele morenes en hellingen afgeraden voor onervaren bergwandelaars of bergklimmers.
De hut heeft maximaal 36 slaapplaatsen en is van half juni tot half september bemand.